# En el nombre del hijo (película de 1987)
En el nombre del hijo es una película argentina dramática de 1987 escrita y dirigida por Jorge Polaco y protagonizada por Margot Moreyra, Ariel Bonomi, Fernando Madanes y Goly Bernal. Fue filmada en Eastmancolor y estrenada el 1 de octubre de 1987.

## Sinopsis
La historia relata la relación enfermiza entre una madre castradora y un hijo homosexual. Existe una relación incestuosa entre Bobby, un reparador de muñecas, y su madre posesiva. Se muestra que se bañan juntos, duermen juntos y también mantienen relaciones sexuales. A su vez, ella está celosa de su sugerente relación con sus clientes, en su mayoría niñas. La historia hilvana el retrato de un hombre confundido acerca de su identidad sexual y el de la madre sobreprotectora que abusa de él mientras ella, a su vez, busca revivir los días de su juventud.

## Reparto
Participaron en el filme los siguientes intérpretes:
| Actor                  | Personaje |
| ---------------------- | --------- |
| Margot Moreyra         | Madre     |
| Ariel Bonomi           | Bobby     |
| Fernando Madanes       |           |
| Goly Bernal            |           |
| Sergio Lerer           |           |
| Jorge Sabaté           |           |
| Graciela Taquini       |           |
| Alí Bargach            |           |
| Ana Estrada            |           |
| Berenice Soto          |           |
| María Angélica Villar  |           |
| John Bolster           |           |
| Natalia Zamara         |           |
| Marina Cabrera         |           |
| María Celeste Dalairac |           |
| Alicia Muxo            |           |

## Comentarios
César Magrini en El Cronista Comercial dijo:

«Formidable lenguaje estético…Margot Moreyra y Ariel Bonomi, y hay que verlos para comprenderlos, son capaces de hacer lo que hacen porque al actuar, se van despojando de sus miedos, y se sabe que de este contrapunto sólo resultan lastimaduras, llagas y heridas difícilmente curables.»

Carlos Troncone en Página 12 escribió:

«La represión, entre flores del mal…En rigor –sugiere el film- no existen monstruos absolutos como tampoco existen seres absolutamente normales. La religión y la moral, la educación, la economía y seguramente la política, modelan criaturas deformes cuyas virtudes y defectos pueden perder las proporciones y se alternan según el contexto sea público o privado.»

Manrupe y Portela escriben:

«El mejor ejemplo del cine esperpéntico de Polaco, con una estética kitsch y áspera, y una manera diferente de encarar la relación madre-hijo.»

## Premios
Festival Internacional de Cine Festróia - Tróia (Setúbal, Portugal) 1987
- Premio Delfín de Oro a Jorge Polaco